# Szolnok Soldiers 2007
Questa voce raccoglie le informazioni riguardanti i Szolnok Soldiers nelle competizioni ufficiali della stagione 2007.

## Divízió I 2007

### Stagione regolare
| Rákóczifalva 15 aprile 2007, ore 15:05 1ª giornata | Szolnok Soldiers | 0 – 22 (0-0 0-8 0-0 0-14) referto | Budapest Black Knights | Sportpálya (450 spett.) |

| Debrecen 1º maggio 2007, ore 15:10 3ª giornata | Debrecen Gladiators | 31 – 18 (17-0 2-0 6-12 6-6) referto | Szolnok Soldiers | Nagyerdei Stadion (282 spett.) |

| Budapest 13 maggio 2007, ore 15:00 5ª giornata | Budapest Black Knights | 20 – 17 (14-0 0-10 0-7 6-0) referto | Szolnok Soldiers | BVSC Stadion (150 spett.)\| Arbitro: \| Kruts \| |
| Arbitro:                                       | Kruts                  |                                     |                  |                                                  |

| Rákóczifalva 9 giugno 2007, ore 15:18 8ª giornata | Szolnok Soldiers | 6 – 33 (0-0 0-6 6-14 0-13) referto | Debrecen Gladiators | Sportpálya (100 spett.)\| Arbitro: \| Kruts \| |
| Arbitro:                                          | Kruts            |                                    |                     |                                                |

## Statistiche di squadra
| Competizione      | %Vittorie | In casa | In casa | In casa | In casa | In casa | In casa | In trasferta | In trasferta | In trasferta | In trasferta | In trasferta | In trasferta | Totale | Totale | Totale | Totale | Totale | Totale |
| Competizione      | %Vittorie | G       | V       | N       | P       | Pf      | Ps      | G            | V            | N            | P            | Pf           | Ps           | G      | V      | N      | P      | Pf     | Ps     |
| ----------------- | --------- | ------- | ------- | ------- | ------- | ------- | ------- | ------------ | ------------ | ------------ | ------------ | ------------ | ------------ | ------ | ------ | ------ | ------ | ------ | ------ |
| Stagione regolare | .000      | 2       | 0       | 0       | 2       | 6       | 55      | 2            | 0            | 0            | 2            | 35           | 51           | 4      | 0      | 0      | 4      | 41     | 106    |
| Totale            | .000      | 2       | 0       | 0       | 2       | 6       | 55      | 2            | 0            | 0            | 2            | 35           | 51           | 4      | 0      | 0      | 4      | 41     | 106    |

## Statistiche personali

### Marcatori
| Giocatore   | Ruolo | TD rush | TD recv | TD int | TD p.ret | TD k.ret | TD oth | Xp1 | Xp2 | FG | Saf | Totale |
| ----------- | ----- | ------- | ------- | ------ | -------- | -------- | ------ | --- | --- | -- | --- | ------ |
| Hajnal      |       | 1       | 0       | 0      | 0        | 0        | 0      | 2   | 0   | 1  | 0   | 11     |
| R. Deli     |       | 1       | 0       | 0      | 0        | 0        | 0      | 0   | 0   | 0  | 0   | 6      |
| G. Isai     |       | 0       | 1       | 0      | 0        | 0        | 0      | 0   | 0   | 0  | 0   | 6      |
| L. Papp     |       | 0       | 1       | 0      | 0        | 0        | 0      | 0   | 0   | 0  | 0   | 6      |
| A. Radvanyi |       | 1       | 0       | 0      | 0        | 0        | 0      | 0   | 0   | 0  | 0   | 6      |
| Sándor      |       | 1       | 0       | 0      | 0        | 0        | 0      | 0   | 0   | 0  | 0   | 6      |

### Passer rating
La classifica tiene in considerazione soltanto i quarterback con almeno 10 lanci effettuati.
| Giocatore  | G | Att | Comp | Int | Yds | TD | NFL   | NCAA  |
| ---------- | - | --- | ---- | --- | --- | -- | ----- | ----- |
| G. Forgács | 2 | 10  | 3    | 1   | 59  | 1  | 45,42 | 92,56 |
| Hajnal     | 4 | 88  | 30   | 5   | 405 | 1  | 29,78 | 65,14 |